# Привольне (Новосельський сільський округ)
Приво́льне (каз. Привольное) — село у складі району імені Габіта Мусрепова Північноказахстанської області Казахстану. Входить до складу Новосельського сільського округу.
Населення — 950 осіб (2021; 938 у 2009, 958 у 1999, 1154 у 1989).
Національний склад станом на 1989 рік:
- росіяни — 35 %
- казахи — 22 %.